# تيرينسي سكيري
تيرينسي سكيري (بالإنجليزية: Terence Scerri)‏ (3 أبريل 1984 بسنجليا في مالطا - ) هو لاعب كرة قدم مالطي في مركز الهجوم. شارك مع منتخب مالطا لكرة القدم. أما مع النوادي، فقد لعب مع نادي فاليتا ونادي هيبرنيانز وهامرون سبارتانز وSt. George's F.C. ‏ وناكسار ليونز ‏.

## وصلات خارجية
- تيرينسي سكيري على موقع الاتحاد الأوربي (الإنجليزية)
- تيرينسي سكيري على موقع قاعدة بيانات كرة القدم.إي يو (الإنجليزية)
- تيرينسي سكيري على موقع ناشيونال فوتبول تيمز (الإنجليزية)
- تيرينسي سكيري على موقع Soccerbase.com (لاعب) (الإنجليزية)